# Namaci
Namaci (Namatius) (486- 559) va ser Patrici o rector de Provença i després bisbe de Viena sota el nom de sant Naamat. Com nombrosos personatges del segle VI va realitzar una carrera laica i després va canviar al final de la seva vida cap a responsabilitats religioses. Casat amb Eufrània d'una gran família alvernesa, va esdevenir així patrici o rector de Provença, per ser finalment arquebisbe de Viena. Va morir el 559 als 73 anys.